# Commercial Lunar Payload Services
Commercial Lunar Payload Services (Комерційні послуги з виведення корисного навантаження на Місяць) або CLPS — це програма НАСА для надання послуг транспортування, здатних відправляти невеликі роботизовані посадкові апарати та місяцеходів до південного полярного регіону Місяця, переважно з метою розвідки місячних ресурсів, тестування на місці концепції використання ресурсів на місці (ISRU), а також дослідження Місяця для підтримки місячної програми Artemis. CLPS призначена для придбання послуг доставки корисного навантаження між Землею та поверхнею Місяця за контрактами з фіксованою ціною. Програму було розширено, щоб охопити підтримку великих корисних навантажень, починаючи з 2025 року.
Управління наукової місії НАСА керує програмою CLPS спільно з Управлінням місії з дослідження людей, операцій і космічних технологій. НАСА очікує, що підрядники виконають усі дії, необхідні для безпечної інтеграції, розміщення, транспортування та експлуатації корисного навантаження, включаючи ракети-носії, космічні апарати для посадки на Місяць, системи на поверхні Місяця, апарати, що повертаються на Землю, та пов’язані з ними ресурси.
Станом на осінь 22-го року, у рамках програми укладено контракти на вісім місій, з п'ятьма компаніями: Astrobotic Technology, Draper, Firefly Aerospace, Intuitive Machines та Masten Space Systems.